# Хероин
Хероин или диацетилморфин је, полусинтетска тешка дрога која се производи из морфина. Према деловању припада опиоидима. Најјачи је наркотик; његова производња и употреба су забрањене. Има велики потенцијал за развој зависности и ако се узима сваки дан, зависност се развија за 10-20 дана. Делује за 5-8 минута након ушмркавања, узет интравенски делује готово тренутно и изазива стање еуфорије. Промене у понашању су честа поспаност, незаинтересованост за донедавно најближе особе и околину, телесно слабљење. 60% зависника заражено је вирусом хепатитиса Б или хепатитиса Ц.
По хемијском је саставу диацетилморфин, , настаје кад се морфин ацетилује анхидридом сирћетне киселине при чему се обе хидроксилне групе естерификују .. Хероин нема фенолна својства, може лако прећи поновно у морфин. Раствара се у мешавини воде и лимунске или сирћетне киселине, или витамина Ц, а слабо у етру и води.

## Производња
Светска производња опијума - главне сировине од које се добија хероин, процењује се на 4.000 до 7.000 тона годишње. Мјанмар и Авганистан далеко предњаче у светској производњи опијума.

## Историја
Историја опијата не почиње крајем 19. века, већ хиљадама година раније, Када се у Месопотамији, Египту, касније и у старој Грчкој узгаја опијумски мак, из којег се зарезивањем незрелих чаура скупља млечно-бела течност - опијум. Трговина опијумом била је врло развијена, а „опијумска зависност“ социјално прихваћена. Опијум се конзумирао углавном пушењем а користио се и за медицинске сврхе: „Отац медицине“, Хипократ, га признаје као наркотик и лек за разне болести.
У Европи опијум нестаје све до 16. века, када се кроз трговину са далекоисточним земљама долази у контакт с њим и открива његово деловање, и потенцијалне користи као лека. Опијум у наредним вековима покреће велики део светских економских и политичких догађаја, половином 19. века почиње и први од два опијумска рата, у којима Енглеска, касније и Француска, нападају Кину која забрањује увоз опијума. Последица пораза Кине је, осим огромних ратних одштета, је предаја територије Хонгконга Великој Британији.
Године 1803, открива се активни састојак опијума: морфин (познат још и под називом морфијум), који је један од већег броја алкалоида које садржи опијум са свим његовим ефектима, и да изазива зависност, али се и даље сматра да је поуздан, дуготрајан и једини лек против најјачих болова. У истој ће се заблуди бити и ускоро, након откривања хероина.
Диацетилморфин први је синтетизовао енглески хемичар Ц. Р. Рајт 1874, а 1895. тај ново једињење у просторијама Бајера добија више пажње као корисно једињење без негативних дејстава морфијума. Тада се Хајнрих Дресер, хемичар задужен за тестирање ефикасности и сигурности нових лекова, одлучио дати предност истраживању диацетилморфина, а не аспирину. Сматрао га је добром алтернативом за морфин — сигурним леком против болова и за лечење разних респираторних болести, без проблема зависности. Осим тестирања на животињама, наводно га је тестирао сам на себи и својим колегама у Бајеру, који су том новом једињењу дали име хероин.
Хероин свој успех дугује тадашњој великој потреби, не толико за леком против болова, него за леком против кашља (туберкулоза и упала плућа биле су тада смртоносне болести, али и обична прехлада сматрала се опасним), поготово су га сретно дочекали тадашњи зависници од морфина. Али ускоро је истина почела излазити на видело: Прво је примећено брзо развијање толеранције, онда и бројни случајеви зависности. Бајер је почео губити зараду од хероина, па је почео развијати лек, под комерцијалним именом аспирин, који ће му вратити водећу позицију на тржишту лековима.
Године 1913, Бајер потпуно престаје са производњом хероина, истовремено се почиње забрањивати његово немедицинско кориштење. У САД се 1924. потпуно забрањује кориштење и производња хероина, не допушта се ни коришћење у медицинске сврхе, а данас је забрањено у целом свету.
Последица открића хероина била је да су га хиљаде зависника од морфина прихватиле као 3-4 пута јачу замену. Хероин је био и јефтинији, бржи и лакши за употребу, након његовог забрањивања развило се огромно илегално тржиште које је повезало његове кориснике са криминалом.
Злоупотреба хероина расте у свету сваке године, заједно са бројем смрти од предозирања или на други начин повезаних са хероинском зависношћу.

## Хемија
Опијум је сасушени сок, такозвани „сирови опијум“, добијен из посебне врсте вртног (белог, 'плавог') мака, између осталог садржи опијате: морфин, кодеин, тилидин, и још око 40 активних алкалоида. Морфин дјелује тако да се веже на опијатне рецепторе(три врсте), на које се иначе вежу ендогени опиоиди које организам сам производи. Један од њих је ендорфин, одговоран за регулацију боли, мучнине, дисања, хормоналне активности, активира и осећаје расположености, среће и опуштености. Истраживањима је показано да постоји чак и ендогена варијанта морфина, што потврђује важност улоге опијата у организму.
Хероин (диацетилморфин) је синтетички дериват морфина, брзина и јачина његовог деловања последица су његове добре топљивости у масти која му омогућује бржи пролаз кроз крвно-мождане баријере. У мозгу се пре везивања на опијатне рецепторе метаболира натраг у морфин.
Метадон је синтетички опиоид, често се користи за лечење хероинских зависника, Али и сам, узимањем дужим од 21 дан, изазива јаку зависност. За разлику од хероина узима се орално, деловање му је нешто слабије али дуготрајније. Постоје и други опиоиди, одобрени и супериорни наспрам метадон лека, који се користе у западним земљама, земљама Европске уније, и Аустралије. Такви лекови, медикаменти, показали су се супериорнијим од метадон медикамента, једињења лево-метадона и декстро-метадона (при чему је лево-метадон једини „активан“ када је у питању терапијски учинак). Лекови, који су алтернатива метадону, и метадонској терапији су: такозвана „СРОМ ТЕРАПИЈА“ - терапија споро-опуштајућим оралним морфином (суседне земље, само, као што су Словенија, Хрватска и Бугарска) користе овај вид терапије, и показује знатне резултате код пацијената код којих метадон не показује резултате или им не одговара на било који начин. Друга, позната, врста терапије је терапија лево-ацетил-алфа-метадоном или „ЛААМ“ терапија. Ова терапија слична је Метадон-ској терапији, али уместо најучесталијег вида ове ресматичне солуције стереомера, издвојен је онај који је једини „активан“ : лево-метадон, те пацијенти на овом медикаменту добијају дозе и до три пута мање од оних на „обичном“ Метадону, и/или немају потребе да сваки дан долазе на клинике/амбуланте где добијају терапију. Ову врсту терапије, први пут је примењена у Немачкој - која је изоловала лево-метадон, и тиме добила лек са много мање нежељених ефеката. Трећа врста терапије, оваквог типа - Опиоидно Супституционална Терапија (О. С. Т) - јесте терапија хидроморфоном, и/или примена хидроморофона и метадона. Оваква врста терапије показала је изузетне резултате код пацијената код којих се ефекат зван "opiate craving" или „жеља за опијатима“ - веома изражен. Хидроморфон, баш у формулацији у којој се и примењује у О. С. Т у Аустралији и државама које имају овакав вид терапије - али се не примењује ("Јурниста"). И четврта, најефикаснија, али најконтроверзнија „борба против наркоманије“ или најконтроверзнија терапија јесте Х. А. Т терапија, или терапија „медицинским хероином“ - или „Терапија потпомогнута хероином“. Ова терапија подразумева да пацијенти долазе 2 пута на дан у клинику по своју прецизно одређену дозу, и исту не могу изнети и морају је администрирати пред медицинским особљем. Диацетил-морфин (ИНН) или диаморфин (БАН), даје се пацијентима, уз адекватну стерилну „опрему“ коју затраже. Примера ради, интравенозни корисници добијају сваки пут чисте игле и шприцеве, а они који се служе техником „пушења хероина“ - добијају диацетил-морфин помешан са мало кофеина, ради боље видљивости дима. Такође, овај вид терапије један је од најстаријих, баш као и метадонски - којег називају и „Златним Стандардом“. Још 20-их година 20. века Уједињено Краљевство, имало је терапију за хероинске зависнике - Х. А. Т - где су исти могли да добију своју дозу дроге „медицински чисте“ под супервизијом. Након увођења овакве терапије, свуда где оваква терапија постоји, дошло је до буквално драматичног опада трговином дрогом, ширења ХИВ вируса, ширења нових Хепатитис В, и Ц инфекција, криминогених активности, и пацијенти постају део социјалног-друштва много боље и брже и квалитетније него оних само на метадону. Битно је напоменути, да су контроле при овој терапији веома ригорозне, и важи правило "0 толеранције“. Такође, због кратког ефекта дозе, пацијенти који долазе по своју дозу - други пут, добијају и дозу метадона за вече, како би без симптома апстиненције дошли по следећу дозу.
У Србији постоје, званично регистровани лекови „Метадон“ и „Бупренорфин“ - али се лек „бупренорфин“ не примењује нити се од 2010, када је он и регистрован, може применити и користити у терапијске сврхе о трошку државе. Дакле, „бупренорфинска терапија“ и детоксикација, која је постојала док су и донације Б. Ј. Р Македоније постојале, о трошку државе више не постоји, и нема је ни „у најави“ - по изворима блиским лекарима из „ТИМА ЗА НАРКОМАНИЈУ К. Б. Ц Војводина“. Исту је могуће добити по 200-250 евра месечно, у приватним клиникама. Исто важи и за добру праксу при примени „С. Р. О. М терапије“.
Потпуно чисти хероин је беле боје и горког укуса, и топљив је у води. Међутим, улични хероин најчешће је смеђкасте боје, садржи само око 7-10% највише до 20-так посто диацетилморфина, док су остатак друге супстанце: парацетамол, заступљен у огромној мери, преко 50%, у „уличном“ хероину - дилери га мешају са хероином због његових аналгетичких и антипиретичких особина (ублажава бол и снижава температуру - умирује), једноставно се набавља - без рецепта, јефтин је, већина људи га одлично подноси, не показује нежељене ефекте, као код других аналгетика - лекова против болова.
Следећа супстанца по заступљености, за мешање са хероином је: Шећер (лактоза, коју дилери радо користе за мешање због свог неутралног укуса, која је најмање штетна од свих осталих ствари које се понекад нађу у хероину, за разлику од отрова попут стрихнина и кинина. Да се за мешање с хероином користе скроб, пудинг, земља и слично, су апсурдне дезинформације. Овакав хероин није топљив у води, па се зато за отапање користи киселина, обично лимунска. Чистоћа хероина јако варира, што је често узрок многих смрти од предозирања.

## Деловање
Хероин се конзумира ушмркавањем (брзо се апсорбује преко слузнице), пушењем (загревање хероина на алуминијумској фолији и удисање његових пара - тзв „јури змај“, „хватање змаја“) или инјекцијом (интравенски). Приче о поткожном или интрамускуларном убризгавању хероина су још неке од апсурдних дезинформација (такав унос хероина помешаног с киселином изазива неиздржив бол и отеклине склоне инфекцијама које трају месецима). Пушењем, хероин стиже до мозга за свега 7 секунди, најјачи, еуфорични ефект осећа се након 5-7 минута, док се код интравенозног узимања догађа за 10-20 секунди. Доза зависи од начина узимања и толеранције (интравенски без толеранције 5–10 mg, пушење 15–25 mg), исто тако и јачина деловања и трајање (обично 3-5 сати).
Иницијални ефекат одмах након узимања је огроман, еуфоричан вал којег прате осећаји опуштености, сигурности, нестајања бола, и напетости. Љутња, фрустрације и агресивност нестају, јављају се сигурност и љубав према себи. Након проласка почетне еуфорије јавља се угодан, опуштен осећај задовољства и смирености. Понекад, посебно код првих узимања, могућа је мучнина и повраћање.
Хероин је депресор централног нервног система: успорава срце, дисање, смањује крвни притисак, узрокује ширење крвних судова и смањену активност црева, што узрокује затвор. Осим превелике дозе, велики је ризик код истовременог узимања хероина након алкохола, таблета за смирење, или приликом великог умора, таква комбинација вишеструко успорава дисање и откуцаје срца, и услед недостатка кисеоника доводи до несвестице и смрти.

## Деловање након дугорочног узимања
Хероин изазива врло јаку физичку и психичку зависност. Физичка зависност је стање поремећеног функционисања организма након престанка уношења дроге. Карактерише је појава апстиненцијске кризе 24-48 сати после задњег узимања хероина. Симптоми укључују мидријазу, немир, бол у мишићима и костима, мучнину, несаницу, пролив, знојење (екстремно појачано лучење жлезда), надраженост слузокоже (цурење носа, кијање), грозницу и повраћање. Трају обично 7-10 дана, али понекад и 3-4 пута дуже, ако се ради о наркоману са дугим „стажом“, или ако апстинира од метадона, који узрокује још пуно неугоднији и јачи апстиненцијални синдром, који и траје пуно више времена.
Психичку зависност теже је надвладати, а карактеристична је изразитом жељом за свакодневним узимањем дроге коју је потпуно немогуће контролисати, негирањем проблема и промењеним схватањем стварности. Не размишљајући рационално, особа је под утицајем огромне жеље за дрогом несвесна било каквих ризика и последица њеног узимања, хероин постаје једина сврха која доводи до прекида скоро свих осталих активности, а уколико га не узме, осећа се нервозно, раздражљиво и напето.
Дугорочна употреба ствара толеранцију: потребне су све веће количине за постизање еуфоричног ефекта, који након неког времена потпуно нестаје па се хероин узима само ради олакшања и да се избегну неугодни физички и психички симптоми. Апстиненција смањује ниво толеранције, па је чести узрок смрти узимање смртоносне количине на коју је тело пре било навикло.

## Последице дугорочног узимања
Дуготрајна употреба хероина изазива многе штете, које не морају нужно да буду повезане са дрогом. Често долази до великих социјалних проблема, који су последица трошења огромних износа новца за задовољавање потреба о дроги зависног организма (корисници који су стекли зависност инјицирају своју дозу 2-4 пута дневно), а и до занемаривања исхране и осталих услова живота, што може бити узрок многим болестима. Опште последице дуготрајне зависности су емотивно, физичко, психичко и социјално пропадање и губитак интереса за било какву комуникацију или активност осим набављања дроге. Осим коришћења нечистих игала и осталог прибора за инјицирање, и сексуални односи без заштите доприносе преношењу заразних болести: хепатитис Б и Ц, АИДС-а, тетануса и других. Ушмркавање узрокује оштећења носне слузнице.
Велик је ризик од нечистоћа које хероин неизбежно садржи: нпр тровање (стрихнин), врло опасне инфекције узроковане влакном из филтера (кроз који се раствор хероина увлачи у шприц) који успе да прође кроз иглу, а који се обично ради од филтера цигарете, често нечистим прстима, случајна повреда нерва на месту убода иглом, који може довести до утрнућа уда (које може да потраје месецима) - или зачепљење ситних капилара ако честице нису потпуно растворљиве у води (узрокује одумирање ћелија на мањим површинама срца, плућа, јетре, бубрега или мозга).
Остале физичке последице укључују ожиљке, пропадање вена, бактеријске инфекције крвног система, чиреве и друге инфекције и разне типове упале плућа и туберкулозу.